# Estación de Lechago
Lechago es un apeadero ferroviario de parada facultativa situado en el municipio español de Calamocha en la provincia de Teruel, comunidad autónoma de Aragón. Cuenta con servicios de media distancia operados por Renfe. 

## Situación ferroviaria
Está situada en el pk 15,7 de la línea 610 de la red ferroviaria española que une Zaragoza con Sagunto por Teruel, entre las estaciones de Cuencabuena y de Navarrete. El kilometraje se corresponde con el histórico trazado entre Zaragoza y Caminreal tomando esta última como punto de partida. El tramo es de vía única y está sin electrificar, a 904 m de altitud. 

## Historia
La estación fue puesta en servicio el 2 de abril de 1933 con la apertura de la línea Caminreal-Zaragoza. Las obras corrieron a cargo de la Compañía del Ferrocarril Central de Aragón que con esta construcción dotaba de un ramal a su línea principal entre Calatayud y el Mediterráneo que vía Zaragoza podía enlazar con el ferrocarril a Canfranc de forma directa. En 1941, con la nacionalización de la totalidad de la red ferroviaria española la estación pasó a ser gestionada por RENFE. 
Desde el 31 de diciembre de 2004 Renfe Operadora explota la línea mientras que Adif es la titular de las instalaciones ferroviarias.

## La estación
Se encuentra situada a unos 200 metros de las primeras casas de la población. El acceso es bastante irregular, lo que obliga a dar un rodeo de 1,3 km por camino sin asfaltar para acceder a la estación. La estación ha sido renovada por completo, derribando el antiguo edificio de viajeros. Se encuentra adaptada a usuarios con discapacidad. Dispone de un original refugio parecido a un celador para aguardar la espera del tren. El sistema de iluminación es autónomo, controlado por paneles solares. Dispone de una losa de hormigón que sirve de aparcamiento, con una plaza para usuarios con discapacidad y dos plazas más.

## Servicios ferroviarios

### Media Distancia
En esta estación efectúan parada facultativa los trenes regionales que unen Zaragoza con Teruel.
Este servicio se presta con trenes de la Serie 596 de Renfe. El servicio se reduce a un tren diario en cada sentido.
| Línea | Trenes   | Origen/Destino      |  | Destino/Origen |
| ----- | -------- | ------------------- |  | -------------- |
| 49    | Regional | Zaragoza-Miraflores |  | Teruel         |